# Latham & Watkins
 (août 2020).
Latham & Watkins est un cabinet d'avocat américain fondé à Los Angeles en 1934. En 2021, il était le deuxième cabinet mondial quant au chiffre d'affaires, dépassant les 5 milliards de dollars annuels. La firme comprend 3 357 avocats.

## Histoire
Dana Latham (en) et Paul Watkins fondent le cabinet en janvier 1934. Initialement spécialisé en droit fiscal tant californien que fédéral, Latham a ensuite travaillé comme commissaire au sein de l'administration fiscale américaine, l'Internal Revenue Service (IRS). Watkins était un avocat en droit du travail. Le cabinet s'est progressivement développé jusqu'à devenir une firme internationale.
En 2008, le cabinet annonce avoir dépassé les 2 milliards de dollars de revenus. C’est la première fois qu’un cabinet d’avocats américain atteint ce montant.

## Bureaux
Employant plus de 3 200 avocats dans 30 bureaux répartis sur 14 pays, Latham & Watkins est implanté aux États-Unis, au Moyen-Orient, en Europe et en Asie.

## Activités
En janvier 2021, le bureau parisien annonce le recrutement d'Eveline Van Keymeulen en qualité d'avocate associée en vue de diriger un département « Life sciences », qui aura pour fonction de travailler sur les problématiques juridiques européennes soulevées par des événements comme la pandémie de covid-19, et l'usage du cannabis et du CBD.